# Mel Gamboa
Melakrini Olavo Gamboa, mais conhecida como Mel Gamboa (Bucareste, 23 de maio de 1984), é uma atriz, artista de locução, apresentadora de televisão e rádio, produtora angolana e ativista feminista.

## Biografia
Melakrini Gamboa nasceu em Bucareste, na Roménia. O seu nome, Melakrini, significa "morena" em grego. Filha do angolano Newton Gamboa e da romena Angela Gamboa, cresceu em Angola desde os 11 meses e tem três irmãos.
Estudou o ensino primário na Escola São José do Cluny, o secundário na Escola Ginga Ambande e parte do ensino médio no Instituto Médio Industrial de Luanda.
Iniciou o seu percurso no teatro em 1998, no grupo teatral Horizonte Nzinga Mbandi. Aos 16 anos, viajou para Madrid, Espanha, para viver com os seus tios paternos e assim terminar ensino pré-universitário na área de Ciências Sociais. Entre 2001 e 2003, ainda em Madrid, integrou o grupo de teatro Los Sobrinos del Mago de Oz como atriz e assistente de direção das peças de teatro "El Gnomo Jeromo" e "Los Evangelios Apócrifos" de Frank Huesca. Regressa a Angola em 2003 e em 2006 integra o extinto Manésema, companhia de dança e percussão contemporânea africana, como relações públicas do grupo e mestre-de-cerimónias.
Em 2007, participou no curso intensivo de Teatro, Dramaturgia e Cenografia, promovido pelo Ministério da Cultura da República de Angola para a capacitação de profissionais no país e, nesse mesmo ano, fez parte elenco da telenovela angolana "Entre o Crime e a Paixão" da TPA1. Tornou-se membro do Grupo Elinga Teatro no mesmo ano, onde se estreou na peça "Kimpa Vita ou a Profetisa Ardente", resultando em várias tournés em Festivais Internacionais de Teatro.
Em 2008 inicia a sua carreira televisiva e começa como repórter do programa de televisão Flash (magazine de eventos e sociedade) e do Viagens (magazine turístico), mas foi o programa Tchilar da TPA2, no final desse ano que a catapultou para a fama e tornando-a num dos rostos mais populares da televisão angolana. O seu programa foi um dos que teve mais audiência nacionalmente.
Em 2010, fundou a produtora multimédia Together Now que, além de prestar serviços de fotografia e vídeo, criou programas de formação sem fins lucrativos, para actores - "O Estúdio de Atores" e para fotógrafos - "Curso de "Fotografia Angola", onde os valores pagos pelos alunos são utilizados na manutenção dos cursos.
Em 2011, vai para a Cidade do Cabo na África do Sul, para aperfeiçoamento da língua inglesa. Estreou a peça Feeling Bodies de Nicol Richie pela escola de actores: Act Cape Town e protagonizou a curta-metragem Underdog de Stephen Oshilajwa. Fez também trabalhos publicitários, tendo sido os mais relevantes para a Budwiser e Shoprite.
Estreou o seu programa de rádio Mel Gamboa Show em 2012 na Rádio Despertar 91.0 FM num contrato com a emissora que durou até o final de 2014.
Regressou à televisão, em 2013, com o talk show Zimbando da Tv Zimbo, programa diário da primeira estação televisiva privada do país, seguido de duas temporadas do programa Cubico Novo (programa cujo objetivo é a renovação, remodelação e decoração de casas). Em 2014, Mel Gamboa  interpretou o monólogo A Orfã do Rei, de José Mena Abrantes em vários palcos de Festivais Internacionais tais como: Festival Internacional de Teatro do Mindelo, Festival Internacional de Teatro e Artes - Elinga Teatro e FestLuso em Teresina, Brasil.
Em 2016, aderiu à campanha de solidariedade Por uma Angola Livre a favor dos cidadãos pacifistas presos.
Em Dezembro de 2015, vai para Los Angeles, Estados Unidos da América para dar continuidade aos seus estudos na área de cinema.

## Vida pessoal
- Além de uma prolífica carreira artística é conhecida com activista social e feminista tendo escrito diversos artigos para Rádio LAC - Luanda Antena Comercial - programa "Amanhã é Outro Dia" de Paulo Araújo e para o Jornal A República na coluna de Opinião.